# Aeródromo Cañal Bajo Carlos Hott Siebert
El Aeródromo Cañal Bajo Carlos Hott Siebert (IATA: ZOS, OACI: SCJO), es un terminal aéreo de pasajeros ubicado en la ciudad de Osorno, Chile. Está ubicado a 7 kilómetros de la ciudad, cuyo acceso es a través de la ruta internacional 215. 
Este aeródromo es de carácter público y actualmente es administrado por la Dirección General de Aeronáutica Civil de Chile. Recibe vuelos desde y hacia la ciudad de Santiago. En él operan las líneas aéreas LATAM Airlines y Sky Airline, ambos bajo la ruta desde y hacia el Aeropuerto Internacional Arturo Merino Benítez en Santiago.
Cuenta con una pista de aterrizaje de asfalto de 1950 metros, un ancho de 45 metros y posee una elevación es de 187 pies. Es un aeropuerto categoría 4D según el código de referencia aeroportuario de la OACI. La plataforma tiene capacidad para operar con dos aeronaves de gran envergadura en embarque simultáneo, contando con un puente de embarque de pasajeros.
Se prevé una ampliación que no ha tenido éxito después de varias licitaciones desiertas. La última, desarrollada en el 2024, quedó desierta, debido a que la inversión propuesta por el estado, fue un 88,16% inferior a lo indicado por la única constructora que avanzó en el proceso de licitación, quedando de esta manera nuevamente pospuesta de manera indefinida su ampliación.

## Aerolíneas y destinos

### Destinos nacionales
| Ciudad            | Nombre del aeropuerto                          | Aerolíneas              |
| ----------------- | ---------------------------------------------- | ----------------------- |
| Santiago de Chile | Aeropuerto Internacional Arturo Merino Benítez | LATAM Chile Sky Airline |

### Estadísticas
| Lugar | Ciudad            | Pasajeros | Cambio | Aerolíneas         |
| ----- | ----------------- | --------- | ------ | ------------------ |
| 1     | Santiago de Chile | 138.972   | 6,1%   | LATAM, Sky Airline |

## Aerolíneas y destinos que cesaron operación

#### Aerolíneas extintas
- Ladeco
  - Santiago de Chile, Chile / Aeropuerto Internacional Arturo Merino Benítez
- Lan Chile
  - Temuco, Chile / Aeródromo Maquehue
- Avant Airlines
  - Santiago de Chile, Chile / Aeropuerto Internacional Arturo Merino Benítez
  - Concepción, Chile / Aeropuerto Internacional Carriel Sur